# شیمانتو ۳۱۸۲
سیارک ۳۱۸۲ (به انگلیسی: 3182 Shimanto، نامگذاری:1984WC) سه هزار و صد و هشتاد و دومین سیارک کشف شده‌است که در ۲۷ نوامبر ۱۹۸۴ کشف شد.
قدر مطلق سیارک برابر ۱۲٫۲۰ است.